# محمد حسن رادمان
محمدحسن رادمان در سال ۱۳۱۱ در تهران متولد شد و در مهرماه ۱۳۹۶ چشم از جهان فروبست.
او تحصیلات خود را در زمینه موسیقی از هنرستان موسیقی آغاز کرد. در آنجا ضمن آشنایی با تئوری موسیقی، ردیف موسیقی ایران را نزد احمد فروتن آموخت و ردیف‌های ابوالحسن صبا را نزد محمود ذوالفنون فراگرفت.
وی سپس به استخدام وزارت فرهنگ و هنر درآمد و به تدریس آوازهای دسته‌جمعی و نوازندگی در ارکسترهای وزارت فرهنگ و هنر مشغول شد. رادمان همچنین در هنرستان موسیقی تبریز نیز تدریس کرد. وی در طول فعالیت‌های هنری‌اش ضمن تدوین مقالات و جزوه‌های آموزشی ده‌ها تقدیرنامه از موسسات عالی و دانشگاهی دریافت کرد. او همچنین ارکستر مایستر ارکستر حسین دهلوی و رهبر ارکستر فرهنگسرای ملل بود.
محمدحسن رادمان بیش از ۶۰ سال سابقه تدریس در دانشگاه، دانشسرای عالی، هنرستان موسیقی ملی را داشت و در طول ۳۰ سال پیاپی رهبر ارکستر موسیقی ملی هنرستان پسران و عضو شورای موسیقی رادیو و تلویزیون در اوایل انقلاب بود.
پیکر محمدحسن رادمان با حضور اهالی هنر و موسیقی از مقابل خانه هنرمندان تشییع و در قطعه هنرمندان بهشت زهرای تهران تدفین شد.